# Каммури (тайфун)
Тайфун Каммури (яп.: かんむり; Ромадзи: kanmuri, «Северная Корона») или в филиппинской системе именований Тайфун Тисой (таг. Tisoy — «филиппинский метис», себ. разг.: Tisoy — «красивый») — тропический циклон 4 категории по шкале классификации Саффира — Симпсона.
Двадцать восьмой по счёту шторм и шестнадцатый тайфун в сезоне тихоокеанских тайфунов 2019 года Каммури развился из обычной тропической волны примерно в двухстах милях к югу от Марианских островов. С 25 по 27 ноября 2019 года атмосферное возмущение стандартным темпом следовало на запад и достигло Гуама к концу суток 27 ноября. На следующий день циклон усилился до тайфуна, однако вплоть до конца суток 1 декабря циклон практически не наращивал своей мощи вследствие небольшой скорости движения и связанного с этим апвеллинга в области действия атмосферного образования.
2 декабря 2019 года тайфун резко увеличил свою интенсивность, скорость движения (до 19 км/ч) и, достигнув 4-й категории по шкале Саффира — Симпсона, в своей максимальной фазе обрушился на восточное побережье Бикольского региона.
При прохождении над Филиппинами в зоне действия циклона усилились сдвиги ветра. 3 декабря 2019 года Каммури ослаб до тайфуна 1 категории, на следующий день — до уровня тропического шторма, дрейфуя над Южно-Китайским морем. Тропический циклон полностью рассеялся 6 декабря 2019 года.

## Метеорологическая история
23 ноября 2019 года над юго-западной частью Гуама образовалась широкая область пониженного давления, в центре которой к 25 ноября начали появляться признаки циркуляции воздушных масс, на основании чего объединённый американский военно-морской центр по предупреждению о тайфунах присвоил области обозначение тропической депрессии 29W. 26 ноября циклон продолжил увеличивать интенсивность вплоть до уровня тропического шторма, получив собственное название Каммури, на следующий день в статусе сильного тропического шторма пересёк южную часть Гуама и дорос до тайфуна по шкале классификации Саффира — Симпсона к утру 28 ноября. Вследствие медленного (квазистационарного) движения на запад, сопровождавшегося апвеллингом над областью движения и умеренными сдвигами ветра, в течение трёх следующих суток циклон не усиливался и находился на нижнем уровне тайфуна в шкале классификации. 30 ноября 2019 года Каммури вступил в зону ответственности (PAR) Филиппинского управления атмосферных, геофизических и астрономических служб (PAGASA), присвоившего ему собственное имя Тисой.
После очень медленного движения к филиппинскому архипелагу, примерно в 200 милях от берегов Катандуанеса тайфун резко увеличил свои скорость и интенсивность вследствие вступления в область тёплых приповерхностных вод океана. 1 декабря тайфун перешёл во вторую, затем в третью категорию по шкале Саффира — Симпсона и, наконец, достиг пика интенсивности в четвёртой категории 2 декабря в 07:00 по всемирному координированному времени. При этом PAGASA выпустило оповещение, в соответствии с которым Каммури должен достигнуть суши в районе Губата (провинция Сорсогон) спустя всего 8 часов после достижения своего пика.

Тайфун Каммури пересекает Филиппины, 3 декабря 2019 года

К утру 3 декабря Каммури прошёл через Бикольский регион, следующий контакт тайфуна с сушей состоялся в 04:00 по филиппинскому стандартному времени в районе муниципалитета Сан-Паскуаль (провинция Масбате). Следуя в-основном на запад, Каммури ослаб до третьей категории рядом с полуостровом Бондок. Третий и четвёртый контакты тайфуна с сушей произошли в 08:30 утра по филиппинскому времени над муниципалитетом Торрихос (Мариндуке) и в 12:30 над муниципалитетом Наухан (Восточный Миндоро) соответственно.
Контактируя с сушей, Каммури продолжал снижать интенсивность, непосредственно перед уходом с филиппинских островов ослабнув до второй категории по шкале классификации Саффира — Симпсона. Сообщалось о том, что центр циклона ближе к вечеру 3 декабря находился над проливом Миндоро. Вскоре тайфун в статусе первой категории вошёл в акваторию Южно-Китайского моря. Медленно дрейфуя дальше, Каммури подвергся серии сильных сдвигов ветра в западной части циклона, переместился на уровень тропического шторма, затем потерял собственную конвективную систему и окончательно рассеялся над морем к утру 6 декабря. PAGASA выпустило последнюю метеорологическую сводку по циклону в 11:00 филиппинского времени 5 декабря 2019 года.

## Подготовка
На 119-м климатическом форуме Филиппинское управление атмосферных, геофизических и астрономических служб провело обсуждение потенциальных угроз от тайфуна Каммури для страны в целом и для проводившихся на Филиппинах Игр Юго-Восточной Азии в частности. 28 ноября на пресс-конференции PAGASA было объявлено, что в рамках подготовки к удару тайфуна были приняты соответствующие меры, в числе которых были мобильные радары, отправленные в места проведения спортивных соревнований Игр в Столичном регионе (Большая Манила) и в Центральном Лусоне. Организационный комитет Игр также заявил о разработанном плане действий на случай возникновения чрезвычайных ситуаций, связанных с Каммури. В день открытия Игр 30 ноября PAGASA сообщило о вступлении тайфуна в зону ответственности филиппинских метеослужб, присвоило ему собственное имя «Тисой» и выпустило первые синоптические предупреждения для провинций Северный Самар и Восточный Самар.
30 ноября власти Бикольского региона начали подготовку к вторжению Каммури. 2 декабря на острове Лусон и в нескольких районах Висайских островов объявлены штормовые предупреждения. В 14 городах провинции Антике (Западные Висайи) были отменены школьные занятия, власти региона Восточные Висайи отменили все занятия в школах и работу на всех предприятиях и учреждениях. В Себу было объявлено штормовое предупреждение второго уровня, в связи с чем в более безопасные места эвакуированы 7376 человек. В общей сложности из-за опасений перед возможными наводнением и оползнями в разных регионах эвакуировано более 200 000 человек. Международный аэропорт имени Ниноя Акино (Манила) остановил на 12 часов всю операционную деятельность с 11 часов вечера по филиппинскому стандартному времени 3 декабря, по всей стране во время прохождения тайфуна Каммури было отменено 358 внутренних и 203 международных рейсов.

## Вторжение тайфуна и его последствия

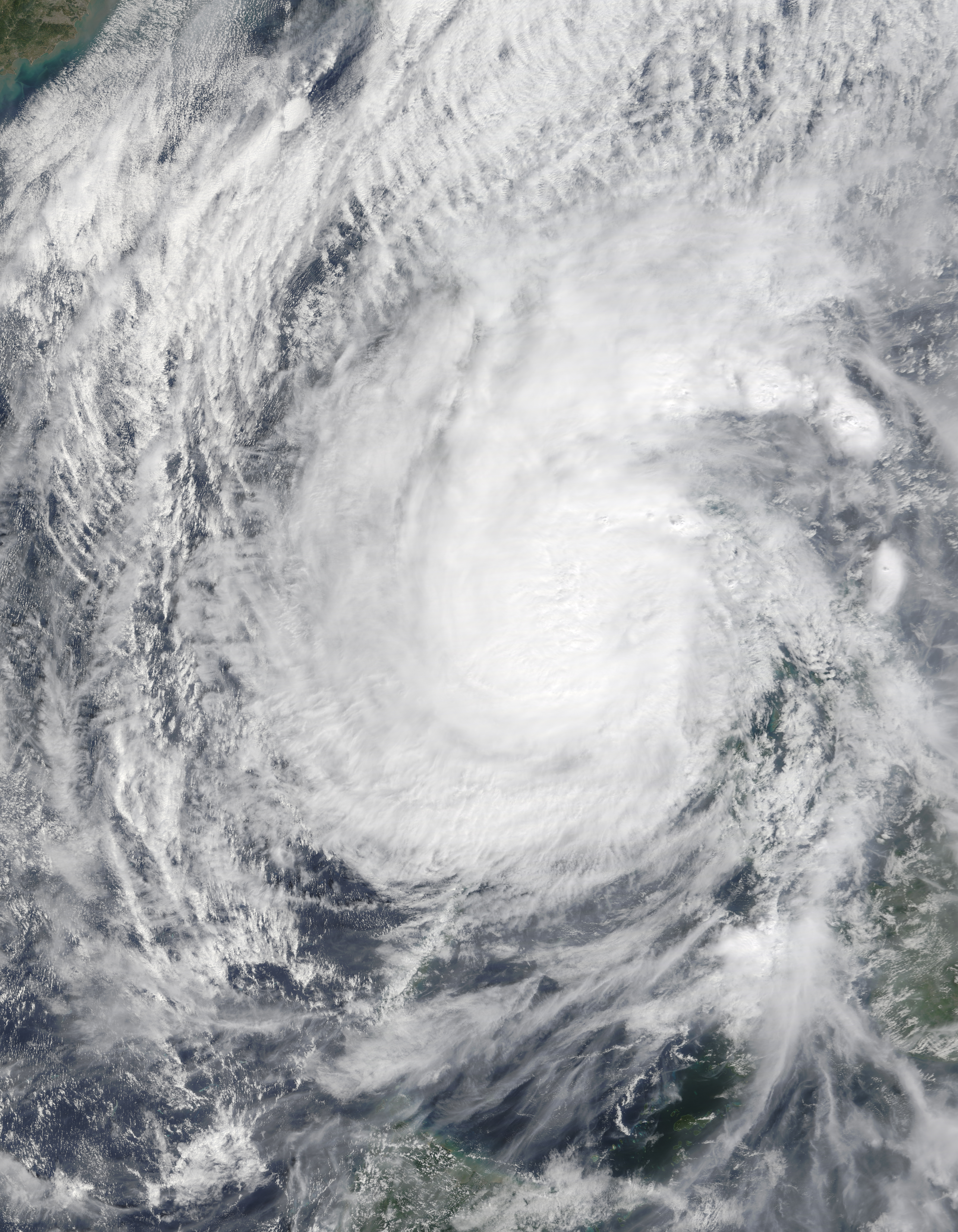
Тайфун Каммури 3 декабря 2019 года

В 12-м метеорологическом бюллетене, выпущенном PAGASA 2 декабря 2019 года, сообщалось о сильном ветре и тропических дождях в провинции Северный Самар, об этом же свидетельствовали фото- и видеосъёмки из городов Мапанас и Гамай, оба расположенных на тихоокеанском побережье провинции. Несколькими часами позже тайфун практически на пике интенсивности обрушился на сушу в районе Губата (Сорсогон). Из провинции Северный Самар поступала информация о скорости ветра в 135 км/ч и суммарном объёме выпавших осадков в 606 мм в течение полных суток 2 декабря 2019 года.
Наибольшие убытки от тайфуна Каммури понёс Бикольский регион (Регион V), в котором автомобильные дороги (особенно в направлении Манилы) были заблокированы мусором и выкорчеванными стихией деревьями. 4 декабря в бедственное положение попали провинции Албай и Соргосон.
4 декабря 2019 года администрации муниципалитетов Гамай и Катарман (провинция Северный Самар) объявили режим бедствия вследствие массовых разрушений инфраструктуры, домов, распространившимся наводнением и возникновением оползней. Во всей провинции в целом от удара тайфуна пострадали 224 171 человек, было повреждено 28 577 жилых домов, ещё 3774 дома было смыто паводком. Во многих поселениях (барангаях) Северного Самара наблюдались перебои в системе электроснабжения, которое в Катармане и близрасположенных поселениях было восстановлено к Рождеству, а в других барангаях — только после праздников. Дождевые полосы тайфуна Каммури распространились до самого севера, вплоть до долины Кагаян, где, кумулятивно усилившись северо-восточным муссоном, вызвали одно из сильнейших наводнений в регионе за последние несколько десятилетий. Около 66 000 человек были вынуждены покинуть свои дома.
13 декабря 2019 года филиппинский Национальный совет по уменьшению опасности бедствий и управлению ими (NDRRMC) сообщил о том, что при прохождении тайфуна Тисой погибло 12 человек и по меньшей мере 322 человека были травмированы. Нанесённый стихией ущерб сельскому хозяйству составил 116 млн долларов США. Сообщалось также о 2193 повреждённых школах, 78 691 повреждённом доме, из которых 10 756 домов были уничтожены стихией полностью.

## Дальнейшее использование имени
По причине нанесённого ущерба, превысившего 1 миллиард филиппинских песо, Филиппинским управлением атмосферных, геофизических и астрономических служб название циклона Тисой было выведено из дальнейшего использования и навечно закреплено за данным тайфуном 2019 года. В 2020 году PAGASA объявило о том, что в дальнейшем вместо Тисой будет использоваться название «Тамарау».